# Richard Löscher
Richard Albert Löscher (né le 11 mars 1860 à Schotterey et décédé après 1918) est propriétaire foncier et député du Reichstag allemand.

## Biographie
Löscher a suivi les cours d'une école de la fondation Francke à Halle-sur-Saale et de l'école d'agriculture d'hiver de Mersebourg. À partir de 1888, il est propriétaire du manoir de Neuhof près de Pritzwalk. Auparavant, il est fonctionnaire de l'agriculture et travaille dans l'entreprise de son père. De 1903 à 1908, il est membre de la Chambre des représentants de Prusse  et, de 1907 à 1918, du Reichstag allemand pour la 2e circonscription du district de Potsdam (Prignitz-de-l'Est (de)) pour le Parti conservateur libre.